# Walter Baier
Walter Baier (nascut el 1954) és un polític austríac del Partit Comunista d'Àustria (KPÖ). Va ser president federal del seu partit del 1994 al 2006. És el líder del Partit de l'Esquerra Europea des del desembre del 2022 i el principal candidat del partit a la Comissió Europea a les eleccions del 2024.

## Biografia
Nascut a Viena, Baier era fill d'un comunista que va ser enterrat al camp de concentració de Dachau, però Baier no es va adscriure al comunisme fins als seus anys d'adult. Baier va ser el president federal del KPÖ de 1994 a 2006.
El 2011, Baier va ser un dels quatre ateus convidats pel Papa Benet XVI a la Cimera Interreligiosa d'Assís, a Itàlia. Els altres eren Guillermo Hurtado, Julia Kristeva i Remo Bodei.
Baier va ser escollit líder del Partit de l'Esquerra Europea el desembre de 2022. En el seu primer discurs, va demanar la retirada de Rússia d'Ucraïna i l'acabament de la guerra a través de negociacions, alhora que defensava l'antiracisme, el feminisme i l'acció climàtica. Baier va ser escollit sense oposició com a candidat principal del partit a les eleccions al Parlament Europeu de 2024, buscant eleccions a la Comissió Europea, però no va ser inclòs en cap llista electoral per ser elegit al Parlament Europeu.